# ان‌جی‌سی ۷۴۵۹
ان‌جی‌سی ۷۴۵۹ یک کهکشان‌ است.